# Walter Godefroot
Walter Godefroot (Gante, 2 de julio de 1943) es un exciclista belga, profesional entre 1965 y 1979. Especialista en las carreras de un día logró la victoria en tres de las cinco clásicas calificadas como monumentos del ciclismo: la Lieja-Bastogne-Lieja en 1967, la París-Roubaix en 1969, y el Tour de Flandes en 1968 y 1978.
En la Grandes Vueltas por etapas logró 10 victorias de etapa en el Tour de Francia donde además logró vencer en una ocasión en la clasificación por puntos haciéndose con el maillot verde de la prueba, 2 victorias de etapa en la Vuelta a España y 1 victoria de etapa en el Giro de Italia.
Logró igualmente la medalla de bronce en la prueba de ciclismo en ruta en los Juegos Olímpicos de Tokio.
A lo largo de su carrera como ciclista profesional, Godefroot fue descalificado hasta en tres ocasiones por dopaje. 
Tras retirarse como ciclista profesional, Godefroot se convirtió en director deportivo, dirigiendo a los equipos IJsboerke, Capri Sonne, Lotto y Weinmann. En 1992 fichó por el equipo Telekom, donde dirigió, entre otros, a ciclistas como Bjarne Riis, Jan Ullrich, Andreas Klöden o Erik Zabel. Al término de la temporada 2005, Godefroot se desvinculó del conjunto alemán y se mantuvo alejado del mundo del ciclismo hasta que, en julio de 2006, entró en nómina del equipo Astana como consejero, a petición de Alexandre Vinokourov. La colaboración con Astana finalizó en julio de 2007.

## Palmarés
| 1964 - 3.º en los Juegos Olímpicos de Tokio 1965 - Campeonato de Bélgica en Ruta 1966 - A Través de Flandes - 5 etapas de la Volta a Cataluña 1967 - 1 etapa del Tour de Francia - Lieja-Bastogne-Lieja - Nokere Koerse 1968 - 2 etapas del Tour de Francia - 2 etapas de la Vuelta a Andalucía - 1 etapa de la París-Niza - Tour de Flandes - A Través de Flandes - Gante-Wevelgem 1969 - Burdeos-París - París-Roubaix - 2.º en el Campeonato de Bélgica en Ruta - GP Kanton Aargau - Scheldeprijs Vlaanderen - Critérium de As 1970 - 2 etapas del Tour de Francia, más clasificación por puntos - 1 etapa del Giro de Italia - Campeonato de Zúrich - Giro Reggio Calabria - Boucles de l'Aulne - Gran Premio d'Aix-en-Provence | 1971 - 1 etapa del Tour de Francia - 2 etapas de la Vuelta a España 1972 - Campeonato de Bélgica en Ruta - 1 etapa del Tour de Francia 1973 - 2 etapas del Tour de Francia - 1 etapa de la Vuelta a Andalucía - 1 etapa de la París-Niza 1974 - Gran Premio de Frankfurt - Campeonato de Zúrich - Cuatro días de Dunkerque 1975 - 1 etapa del Tour de Francia 1976 - Burdeos-París 1978 - Tour de Flandes 1979 - Circuito de la Frontera |

## Resultados

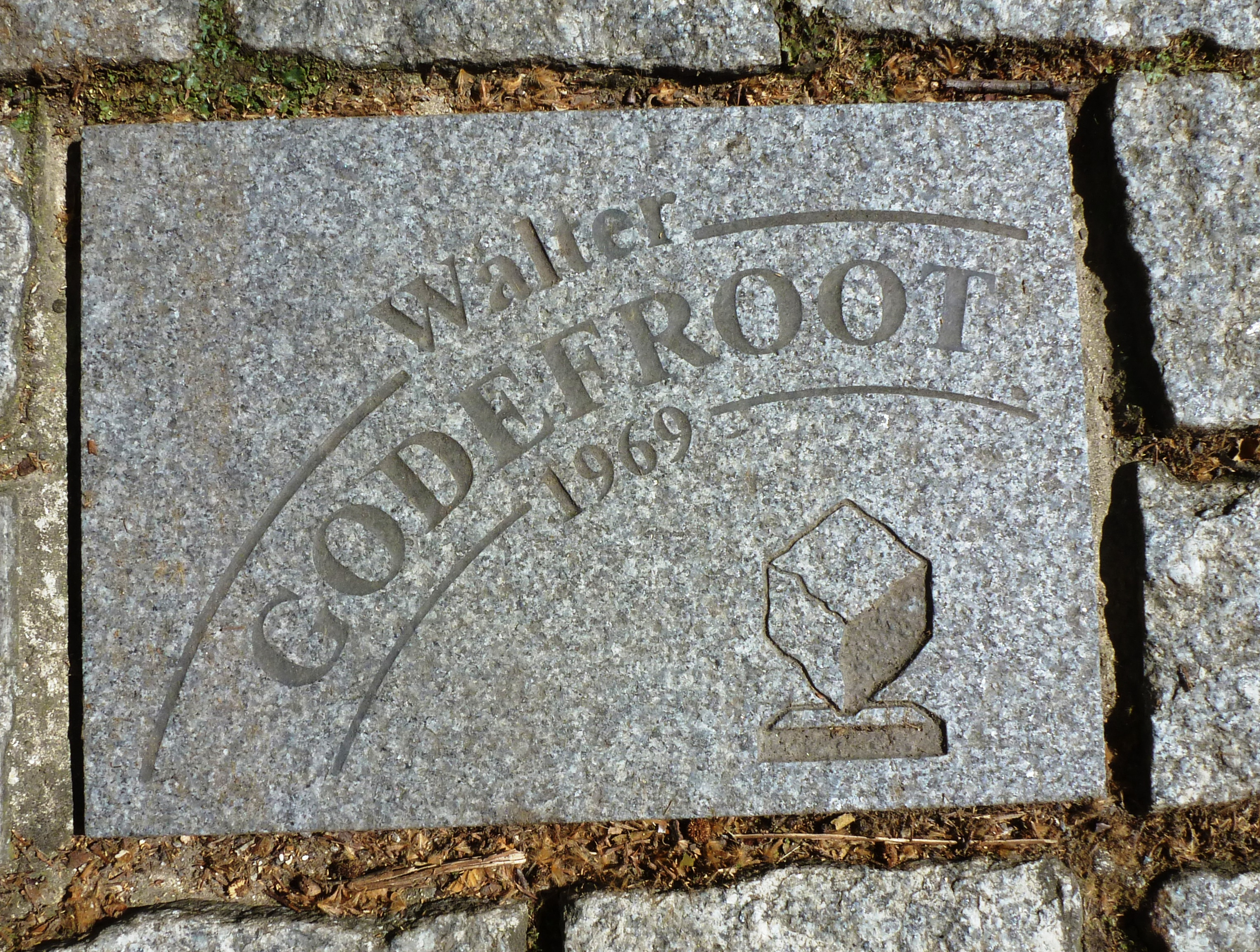
Losa de pavimento dedicada a Godefroot por su victoria en la París-Roubaix de 1969.

Durante su carrera deportiva ha conseguido los siguientes puestos en Grandes Vueltas y carreras de un día:

### Clásicas, Campeonatos y JJ. OO.
| Carrera                | Carrera                | 1964 | 1965          | 1966          | 1967          | 1968 | 1969          | 1970          | 1971          | 1972 | 1973          | 1974          | 1975          | 1976 | 1977          | 1978          | 1979          |
| ---------------------- | ---------------------- | ---- | ------------- | ------------- | ------------- | ---- | ------------- | ------------- | ------------- | ---- | ------------- | ------------- | ------------- | ---- | ------------- | ------------- | ------------- |
| Omloop Het Nieuwsblad  | Omloop Het Nieuwsblad  | —    | —             | 2.º           | 70.º          | 4.º  | —             | —             | 17.º          | 7.º  | 5.º           | 20.º          | 17.º          | 11.º | 6.º           | 10.º          | —             |
| Kuurne-Bruselas-Kuurne | Kuurne-Bruselas-Kuurne | —    | —             | 15.º          | 9.º           | —    | —             | —             | —             | —    | —             | 46.º          | —             | 6.º  | —             | 17.º          | —             |
|                        | Milán-San Remo         | —    | —             | —             | 7.º           | 9.º  | 5.º           | 5.º           | 21.º          | —    | 10.º          | 7.º           | 30.º          | 10.º | 16.º          | —             | —             |
| A Través de Flandes    | A Través de Flandes    | —    | —             | 1.º           | 6.º           | 1.º  | 5.º           | —             | —             | —    | 11.º          | 10.º          | 4.º           | —    | —             | 8.º           | 8.º           |
| E3 Harelbeke           | E3 Harelbeke           | —    | —             | —             | 4.º           | —    | —             | —             | 4.º           | 3.º  | 19.º          | 4.º           | —             | 2.º  | —             | 9.º           | 24.º          |
| Gante-Wevelgem         | Gante-Wevelgem         | —    | —             | 6.º           | 54.º          | 1.º  | 45.º          | 3.º           | 44.º          | —    | 4.º           | 4.º           | —             | —    | 4.º           | —             | 22.º          |
|                        | Tour de Flandes        | —    | —             | 27.º          | 15.º          | 1.º  | 13.º          | 2.º           | 19.º          | —    | 6.º           | 58.º          | 14.º          | 8.º  | 2.º           | 1.º           | 8.º           |
| Scheldeprijs           | Scheldeprijs           | —    | —             | —             | —             | —    | 1.º           | —             | —             | 6.º  | 11.º          | —             | —             | —    | —             | —             | 14.º          |
|                        | París-Roubaix          | —    | —             | 20.º          | 34.º          | 3.º  | 1.º           | 5.º           | 13.º          | —    | 2.º           | 18.º          | 8.º           | 5.º  | 15.º          | 11.º          | 13.º          |
| Amstel Gold Race       | Amstel Gold Race       | —    | —             | —             | —             | —    | —             | —             | —             | —    | 9.º           | 3.º           | —             | —    | 8.º           | 25.º          | —             |
| Flecha Valona          | Flecha Valona          | —    | —             | 35.º          | 5.º           | 9.º  | 4.º           | —             | 5.º           | —    | 7.º           | —             | 33.º          | 5.º  | 16.º          | 35.º          | 19.º          |
|                        | Lieja-Bastoña-Lieja    | —    | —             | 4.º           | 1.º           | 2.º  | 18.º          | —             | —             | —    | 3.º           | 14.º          | 3.º           | 12.º | —             | —             | 30.º          |
| Campeonato de Zúrich   | Campeonato de Zúrich   | —    | —             | —             | —             | —    | —             | 1.º           | —             | —    | —             | 1.º           | —             | 3.º  | 3.º           | —             | —             |
| París-Tours            | París-Tours            | —    | 39.º          | 42.º          | 113.º         | 2.º  | 33.º          | —             | 4.º           | 38.º | 7.º           | 44.º          | 16.º          | 13.º | 53.º          | —             | —             |
|                        | Giro de Lombardía      | —    | —             | —             | —             | 14.º | —             | —             | —             | —    | —             | 22.º          | —             | —    | —             | —             | —             |
| JJ. OO. (Ruta)         | JJ. OO. (Ruta)         | 3.º  | No se disputó | No se disputó | No se disputó | —    | No se disputó | No se disputó | No se disputó | —    | No se disputó | No se disputó | No se disputó | —    | No se disputó | No se disputó | No se disputó |
| Mundial en Ruta        | Mundial en Ruta        | —    | 20.º          | —             | —             | Ab.  | 19.º          | 7.º           | 41.º          | Ab.  | 11.º          | —             | —             | 19.º | 10.º          | 22.º          | Ab.           |
| Bélgica en Ruta        | Bélgica en Ruta        | —    | 1.º           | 13.º          | 27.º          | 17.º | 2.º           | 6.º           | —             | 1.º  | 6.º           | —             | 8.º           | 11.º | 11.º          | 16.º          | —             |

—: No participa

Ab.: Abandona

X: Ediciones no celebradas